# Vrli novi svijet
Vrli novi svijet, katkad preveden kao Divni novi svijet (eng. Brave New World), znanstvenofantastični je roman Aldousa Huxleya iz 1932. godine.
Ovaj roman najpoznatije je djelo Aldousa Huxleya. Radnjom smještena u London 26-og stoljeća, ova antiutopija predviđa oblikovanje društva eugenikom i učenjem u nesvjesnom stanju. Oblikovani svijet bi se mogao smatrati i utopijom – ljudi su sretni, zdravi i tehnološki napredni. Društvo je hedonističko te teži postizanju sreće putem promiskuitetnog seksa i droge Some, a ostvarivanje sreće je potpomognuto eliminiranjem čestih izvora ljudskog nezadovoljstva – obitelji, umjetnosti, književnosti, religije i filozofije. Glavni lik djela je John the Savage, pojedinac rođen u primitivnom rezervatu Svjetske države,  koji se spletom okolnosti sreće s modernom civilizacijom. 
Tema i pitanja kojima se »Vrli novi svijet« bavi su potaknuta događajima ranog dvadesetog stoljeća. Masovna proizvodnja učinila je automobile, telefone i radio-uređaje relativno jeftinima i široko dostupnima te je time znatno promijenila svijet i živote ljudi. S druge strane, Oktobarska revolucija u Rusiji i uspon fašizma u Italiji su u fokus doveli totalitarne vlade. Huxley je putem Vrlog novog svijeta uspješno izrazio svoja mišljenja i brige o putu kojim se kretao svijet njegovog doba. 
Sličnom tematikom se bave i romani »Mi« Jevgenija Zamjatina i »1984« Georga Orwella.